# Eero Valjakka
Eero Markus Antero Valjakka, född 17 december 1937 i Helsingfors, död där 22 oktober 2002, var en finländsk arkitekt.
Efter att ha praktiserat på Helsingfors stadsplaneringskontor 1967–1968 grundade han tillsammans med kollegan Simo Järvinen en gemensam byrå, där de bland annat utformade stadsplanerna för Olars och Kvisbacka i Esbo (1968–1975). Med sina centrala gångstråk och en dominerande tegelarkitektur utgör dessa områden ett exempel på modern stadsplanering. De båda arkitekterna planerade också en stor del av områdets bostadsbyggnader samt därtill Kvisbacka köpcentrum (1975). För dessa insatser erhöll de tillsammans statens arkitekturpris 1975. 
Valjakka betraktades som en av landets främsta experter på bostadsbyggande och han hade på 1990-talet en framträdande roll i den av miljöministeriet, Tekes och Helsingfors stad arrangerade tävlingen Miljö 2000 för utvecklandet av ny teknologi för bostadsbyggandet. Han deltog i utformningen av tävlingsprogrammet, referensplanen samt rapporten Asuntorakentamisen muutos. Han planerade ett flertal bostadsområden och -byggnader bland annat i huvudstadsregionen, av vilka särskilt kan nämnas Norrsvängen 2 och 13 på Drumsö (1985 respektive 1990).